# 魏尚賢
魏尙賢（1583年—1642年），字明賓，河南開封府郑州人，晚明政治人物，同進士出身。

## 生平
少年出语，往往驚其長老。年十七，補博士弟子员，次年于萬曆二十八年（1600年）爲四川倪斯蕙拔爲庚子科經魁，萬曆四十四年（1616年）登丙辰科進士。同年中與阮大鋮不合，而於魏大中、侯恂等東林爲友。授中書舍人，旋恤刑北直，以守正不阿忤要人，出爲保定府知府。天启中舉卓異，授通政使。時魏忠贤當國，以尚賢名與其若昆弟行，欲聯爲一譜。不應，遂拂衣歸。崇禎二年閏四月，陞魏尚賢通政使司右參議。後家居者十余年，李自成攻郑州，同州守婴城固守，城破遇害，時崇禎十五年（1642年）五月初四日也。其子斂之，葬于祖塋之次。孫魏绳祖、曾孫魏世盛世其學。